# تیلف اویگریم
تیلف اویگریم (انگلیسی: Tellef Øgrim؛ زادهٔ ۲۷ ژانویهٔ ۱۹۵۸) موسیقی‌دان، آهنگساز، و گیتارنواز اهل نروژ است.